# Genoa Cricket and Football Club 1908-1909
Questa pagina raccoglie i dati riguardanti il Genoa Cricket and Football Club nelle competizioni ufficiali della stagione 1908-1909.

## Stagione
Il Genoa, dopo che il divieto di schierare giocatori stranieri venne tolto, tornò a disputare il campionato italiano. Si registrò il cambio di presidenza, poiché Vieri Arnaldo Goetzlof, appena ritiratosi da calciatore, sostituì Edoardo Pasteur.
Venne eletto capitano/allenatore del club Daniel Hug, svizzero, coadiuvato da una commissione tecnica formata da Konrad Walter Herrmann, Edoardo Pasteur, Aristide Parodi ed Emilio Storace.
Il club superò nelle eliminatorie liguri l'Andrea Doria ma, venne fermato nella semifinale Ligure-Piemontese dai futuri campioni della Pro Vercelli.

## Divise
La maglia per le partite casalinghe presentava i colori attuali (anche se la dicitura ufficiale era rosso granato e blu) ma a differenza di oggi il blu era posizionato a destra.
La seconda maglia era la classica maglia bianca con le due strisce orizzontali rosso-blu sormontate dallo stemma cittadino.

## Organigramma societario
Area direttiva
- Presidente: Vieri Arnaldo Goetzlof

Area tecnica
- Capitano/Allenatore: Daniel Hug
- Commissione tecnica: Konrad Walter Herrmann, Edoardo Pasteur, Aristide Parodi e Emilio Storace

## Rosa
| N. |                        | Ruolo | Calciatore             |
| -- | ---------------------- | ----- | ---------------------- |
|    | Italia (bandiera)      | P     | Alessandro Brunoldi    |
|    | Inghilterra (bandiera) | P     | Frederick White        |
|    | Italia (bandiera)      | D     | Aleyandro Cevasco      |
|    | Italia (bandiera)      | D     | Giacomo Marassi        |
|    | Italia (bandiera)      | D     | Emilio Storace         |
|    | Italia (bandiera)      | C     | Felice Crocco          |
|    | Italia (bandiera)      | C     | Luigi Ferraris         |
|    | Svizzera (bandiera)    | C     | Konrad Walter Herrmann |

| N. |                     | Ruolo | Calciatore      |
| -- | ------------------- | ----- | --------------- |
|    | Svizzera (bandiera) | C     | Eugen Herzog    |
|    | Italia (bandiera)   | P     | Bancalari       |
|    | Svizzera (bandiera) | C     | Hermann Hurni   |
|    | Italia (bandiera)   | A     | Paolo Ravano    |
|    | Italia (bandiera)   | A     | Emilio Borgioli |
|    | Svizzera (bandiera) | A     | Giroud          |
|    | Svizzera (bandiera) | A     | Daniel Hug      |
|    | Italia (bandiera)   | A     | Alberto Sussone |

## Calciomercato
| Acquisti | Acquisti            | Acquisti       | Acquisti |
| R.       | Nome                | da             | Modalità |
| -------- | ------------------- | -------------- | -------- |
| P        | Alessandro Brunoldi | Genoa II       |          |
| C        | Hermann Hurni       | Crystal Palace |          |

| Cessioni | Cessioni                  | Cessioni | Cessioni |
| R.       | Nome                      | a        | Modalità |
| -------- | ------------------------- | -------- | -------- |
| C        | Giovanni Balbi di Robecco | Genoa II |          |
| D        | Giuseppe Castruccio       | Genoa II |          |
| A        | De Bruyn                  | ?        |          |
| C        | Vieri Arnaldo Goetzlof    | -        | Ritirato |
| A        | Arnaldo Marengo           | ?        |          |
| D        | Silvio Marengo            | ?        |          |
| D        | Paolo Rossi               | -        | Ritirato |
| C        | Hector Schnitzer          | -        | Libero   |

## Risultati

### Prima Categoria[3]

#### Eliminatorie Liguria
| Arbitro: | Meazza di Milano |

|            |           |        |
| Santamaria | Marcatori | Herzog |

| Arbitro: | Goodley di Torino |

|                      |           |                      |
| Hug ?’ (rig.) Herzog | Marcatori | Sardi ?’ (rig.) Calì |

| Rivarolo 21 febbraio 1909                                   | Andrea Doria | 1 – 2           | Genoa |  |
| \| \| \| \| \| De Marchi \| Marcatori \| Herrmann Ravano \| |              |                 |       |  |
|                                                             |              |                 |       |  |
| De Marchi                                                   | Marcatori    | Herrmann Ravano |       |  |

#### Semifinale Ligure-Piemontese
| Arbitro: | Radice di Milano |

|                                     |           |              |
| Annibale Visconti 7’, 73’ Milano II | Marcatori | 15’, 28’ Hug |

| Arbitro: | Meazza di Milano |

|       |           |                   |
| Hurni | Marcatori | Annibale Visconti |

## Statistiche

### Statistiche di squadra
| Competizione    | Punti | In casa | In casa | In casa | In casa | In casa | In casa | In trasferta | In trasferta | In trasferta | In trasferta | In trasferta | In trasferta | Totale | Totale | Totale | Totale | Totale | Totale | DR |
| Competizione    | Punti | G       | V       | N       | P       | Gf      | Gs      | G            | V            | N            | P            | Gf           | Gs           | G      | V      | N      | P      | Gf     | Gs     | DR |
| --------------- | ----- | ------- | ------- | ------- | ------- | ------- | ------- | ------------ | ------------ | ------------ | ------------ | ------------ | ------------ | ------ | ------ | ------ | ------ | ------ | ------ | -- |
| Prima Categoria | 5     | 2       | 0       | 2       | 0       | 5       | 5       | 2            | 0            | 1            | 1            | 3            | 4            | 5      | 1      | 3      | 1      | 9      | 9      | 0  |

### Statistiche dei giocatori
| Giocatore   | Prima Categoria | Prima Categoria |
| Giocatore   | Presenze        | Reti            |
| ----------- | --------------- | --------------- |
| E. Borgioli | 0               | 0               |
| A. Brunoldi | 5               | 0               |
| A. Cevasco  | 5               | 0               |
| F. Crocco   | 5               | 0               |
| L. Ferraris | 5               | 0               |
| Giroud      | 1               | 0               |
| K. Herrmann | 5               | 1               |
| E. Herzog   | 5               | 2               |
| D. Hug      | 4               | 4               |
| H. Hurni    | 4               | 1               |
| G. Marassi  | 5               | 0               |
| P. Ravano   | 5               | 1               |
| E. Storace  | 5               | 0               |
| A. Sussone  | 1               | 0               |
| F. White    | 0               | 0               |